# Леонтопольская митрополия
Леонтопо́льская митропо́лия (греч. Ιερά Μητρόπολις Λεοντοπόλεως) — епархия Александрийской православной церкви на территории мухафаз Исмаилии, Суэца и Шаркии в Египте. Кафедра расположена в городе Исмаилия, Египет.
Титул правящего архиерея: митрополит Леонтопольский, ипертим и экзарх Второй Августамники и Красного моря.

## История
Предшественницей Леонтопольской кафедры была Августамникская епархия Александрийской Православной Церкви, охватывавшая одноименную римскую провинцию в Нижнем Египте. При Юстиниане I в 560 году провинция Августамника разделилась на Августамнику Первую в северной части Дельты Нила и Августамнику Вторую к юго-востоку (приблизительно до Вавилона на юге и Клисмы на востоке). Соответственно разделилась и митрополия, кафедрой Августамники Второй стал город Леонтополис на юге Дельты.
Под названием Стамника обе епархии упоминаются в сочинении историка Нила Доксопатра, жившего в XII веке, но использовавшего более ранние источники. Он указывает, что в подчинении каждой из них находилось по нескольку епископий.

## Архипастыри
древняя кафедра
- Амос (упом. 325)
- Тимофей (ок. 350)
- Исхирион (упом. 372)
- Метродор (упом. 431)
- Януарий (упом. 451)
- Феодор (551—553)

современная кафедра
- Софроний (Евстратиадис) (11 сентября 1908 — 8 марта 1913)
- Христофор (Данилиидис) (30 декабря 1914 — 21 июня 1939)
- Константин (Кацаракис) (27 ноября 1939 — 26 ноября 1976)
- Никодим (Галиацатос) (26 ноября 1976 — 30 декабря 1980)
- Иоаким (Баласакис) (9 июля 1983 — 30 июля 1987)
- Тит (Карантзалис) (26 апреля 1988 — 12 марта 1997)
- Дионисий (Хадживасилиу) (12 марта 1997 — 30 августа 2012)
- Гавриил (Рафтопулос) (с 21 ноября 2012 года)